# Keith Haring
Pour les articles homonymes, voir Haring.
Keith Haring, né le 4 mai 1958 à Reading en Pennsylvanie et mort le 16 février 1990 à New York, est un artiste, dessinateur, peintre et sculpteur américain.
Dans les années 1980, Keith Haring acquiert une reconnaissance internationale et participe à de nombreuses expositions devenant ainsi l'une des figures les plus emblématiques du street art.

## Biographie
Keith Haring, fils d'Allen et de Joan Haring, est l'aîné de trois sœurs. Il passe son enfance à Kutztown. Il est élevé dans une famille où règnent la discipline et un certain esprit conservateur.

### Formation et début de carrière
À 18 ans, il suit des cours de dessin publicitaire à la Ivy School of Professional Art de Pittsburgh mais il se rend compte que ça ne lui convient pas, il se consacre alors à sa passion : le dessin. Il se sent vite enfermé dans cette ville et décide de partir à New York, afin de faire de nouvelles rencontres.
À son arrivée il s'inscrit à la School of Visual Arts. Il s'essaie à des disciplines telles que le collage, la peinture, les installations, la vidéo, etc., mais son mode d'expression privilégié demeure le dessin. Il teste plusieurs supports pour peindre (métal, objets trouvés, corps…). Il ne fait jamais de croquis avant, et il peint toujours très vite.
À New York, et plus particulièrement dans l'East Village, il découvre la foisonnante culture alternative des années 1980 qui, hors des galeries et des musées, développe son expression sur de nouveaux territoires : rues, métros, entrepôts, etc. Il rencontre des artistes de la vie underground new-yorkaise tels Kenny Scharf, Madonna, Jean-Michel Basquiat, avec qui il devient ami, et il organise ou participe à des expositions et des performances au Club 57 et au Mudd Club, qui deviennent les lieux fétiches de l'élite avant-gardiste. C'est au Club 57 que le Radiant Baby, un des pictogrammes les plus connus de l'artiste, fut créé. Les rayons autour du bébé représentent son énergie, ce pictogramme symbolise ainsi la vie, la joie et l'espoir en l'avenir.
En plus d'être impressionné par l'innovation et l'énergie de ses contemporains, Haring était aussi influencé par le travail de Jean Dubuffet, Pierre Alechinsky, Brion Gysin et le manifeste de Robert Henri The Art Spirit.

### Style et thèmes
Contrairement aux autres artistes américains des années 1950 et 1960 qui avaient promu « l'art du réel » (Robert Rauschenberg et Jasper Johns notamment), Keith plongeait lui dans le réel de façon tout à fait inconnue jusqu'alors, puisque cette immersion se voulait intégrale, voire fusionnelle. Il voulait « être au monde ». Inspiré par le graffiti, tenant du Bad Painting, et soucieux de toucher un large public, Haring commence à dessiner à la craie blanche sur des panneaux publicitaires noirs du métro de New York. Il grave également des dalles de grès des trottoirs dans l'East Village (elles sont toujours visibles). Un photographe, Tseng Kwong Chi, le photographie en permanence, même quand la police l'arrête. Il exécute ainsi plusieurs milliers de dessins, aux lignes énergiques et rythmées.
Ses peintures font partie du mouvement général de l'art contemporain, et pas seulement de la stricte figuration libre. La « griffe Haring », c'est la répétition infinie de formes synthétiques, soulignées de noir avec des couleurs vives, éclairantes, sur différents supports. C'est un récit permanent, où l'on retrouve des bébés à quatre pattes, des dauphins, des postes de télévision, des chiens qui jappent, des serpents, des anges, des danseurs, des silhouettes androgynes, des soucoupes volantes, des pyramides ou des réveils en marche, mais aussi la sexualité et la pulsion de mort.
Keith Haring s'est en partie inspiré des dessins du désert de Nazca. Le monde autour de lui devient beau, car il est à son image par la fraîcheur de la vérité et la sincérité de son art.

### Reconnaissance publique
Sa première exposition personnelle a lieu en 1982 à la galerie Tony Shafrazi de New York et rencontre un immense succès. La même année, il figure en juin à la documenta 7 de Cassel et, durant l'exposition « Statements New York 82 - Leadinq contemporary artists from France » à New York, il noue des relations avec les artistes de la Figuration libre, avec lesquels il interviendra lors de ses nombreux voyages ultérieurs à Paris, dont Remi Blanchard puis François Boisrond. En 1983, il participe à la biennale du Whitney Museum et à la Biennale de Sao Paulo.
En juin 1984, il est présenté à l'exposition « Tendances à New York » au musée du Luxembourg et à la Biennale de Venise, puis en décembre s'ouvre à l'ARC du musée d'art moderne de la ville de Paris la grande exposition « Figuration libre, 5/5, France/USA » où, avec Robert Combas et Hervé di Rosa, il couvre les murs du musée de fresques. En 1985, il est invité à participer à la Biennale de Paris, puis bénéficie en décembre de sa première exposition personnelle dans un musée, au CAPC de Bordeaux. Sa notoriété internationale ne cesse de croître et il participe à de nombreuses expositions internationales. Il exécute aussi de nombreuses fresques murales, en 1984 à Sydney, Melbourne, Rio de Janeiro, Minneapolis et New York.

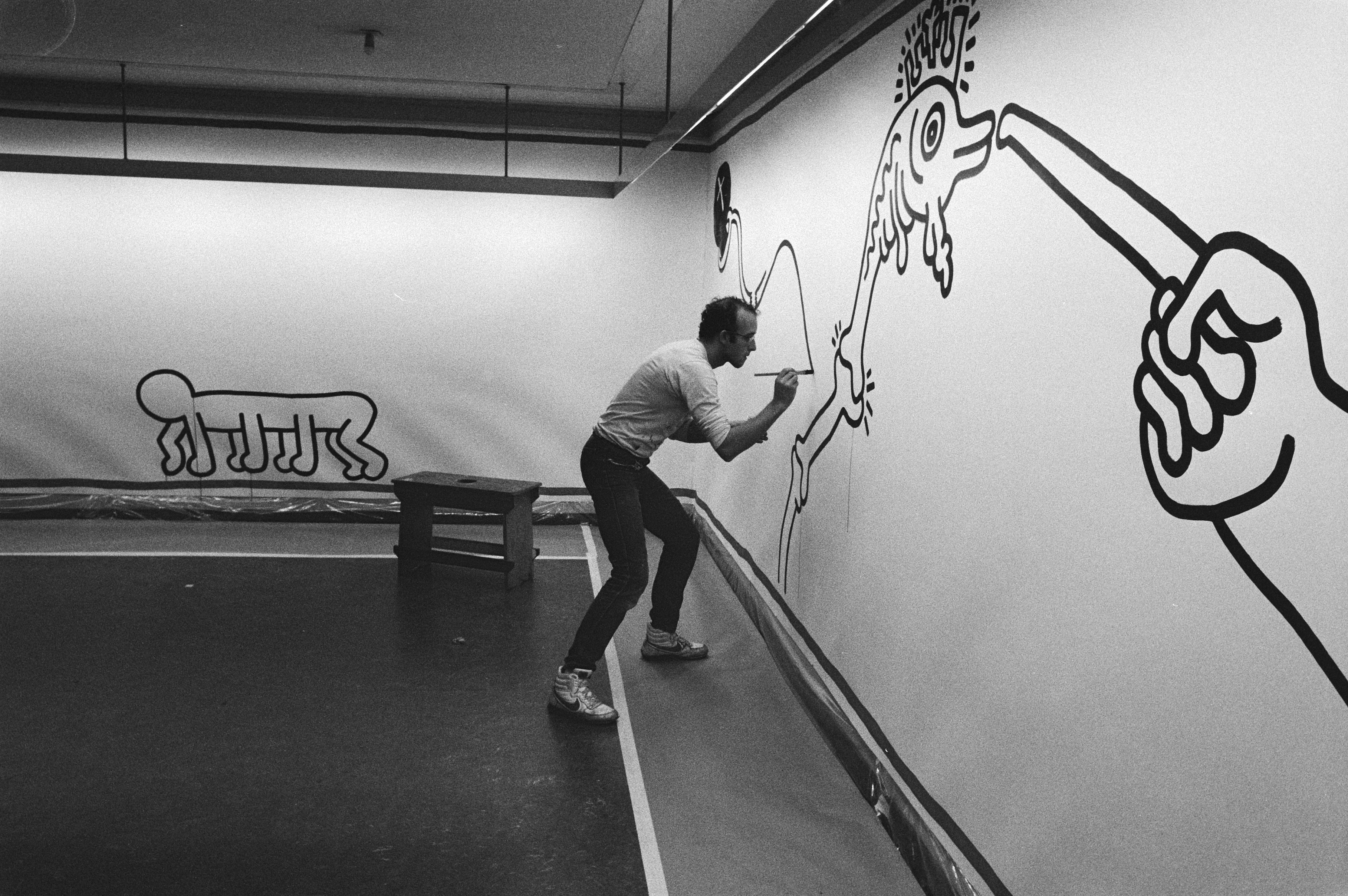
Keith Haring au travail au Stedelijk Museum d'Amsterdam en 1986

En 1986, il peint sur le mur de Berlin une série de personnages entrelacés, en rouge et noir sur fond jaune, reproduisant les couleurs du drapeau allemand. Il reçoit aussi des commandes prestigieuses comme, en 1987, la sculpture monumentale Red Dog for Landois à Münster et la fresque de l'hôpital Necker de Paris en 1987. En 1988, il a l'honneur d’être choisi pour créer l'étiquette du millésime 1988 du château mouton Rothschild.
En 1989, il réalise Tuttomondo, sa dernière œuvre publique, sur une façade d'une ancienne église catholique à Pise.
Dans son désir de rencontrer un large public et de rendre son art accessible au plus grand nombre, il ouvre, en 1986, dans le quartier de SoHo, son Pop Shop au 292 Lafayette Street, où il vend ses produits dérivés (vêtements, posters, etc.) illustrés par lui-même, comme autant d'œuvres « au détail ». Cette démarche, très controversée dans les milieux artistiques, est néanmoins fortement appuyée par ses amis et par son mentor Andy Warhol. Son travail l'amène à collaborer avec des artistes tels que Madonna, Grace Jones, Timothy Leary ou encore William S. Burroughs.

### Implications sociales et humanitaires
Keith Haring tout au long de sa carrière tient un engagement humanitaire contre les préoccupations de son époque : le racisme, l'apartheid, l'homophobie (lui-même homosexuel), la discrimination, le nucléaire... Il signe alors des œuvres qui dénoncent par leur contenu les préjugés sociaux.
Conscient de l'épidémie de drogue qui atteint la ville de New York, en 1986 il réalise la fresque Crack is Wack en protestation. Sans autorisation, il peint les murs d'un terrain de handball sur la 2nd Avenue, pour mettre en garde contre les effets néfastes du crack. La fresque est ensuite protégée et même restaurée en 2007.
L'artiste s'engage aussi en répondant à des commandes publiques à travers le monde, pour que son art soit apprécié de tous. Il crée alors des fresques pour les hôpitaux, les orphelinats...
En 1986, pour le 100e anniversaire de la statue de la Liberté, il travaille avec des enfants à la réalisation d'une fresque.
En France, il s'implique dans une fresque dite La Tour (27 x 13 m, de section rectangulaire aux bords arrondis et peinte sur les deux « faces ») sur un mur et escalier extérieurs de l’hôpital Necker à Paris, en avril 1987.
Son engagement continue aussi frontalement avec sa participation à des cours de peinture donnés à des enfants dans des écoles et des musées de New York, Amsterdam... Il a aussi contribué à imaginer des designs pour des programmes favorisant l'éducation.

### Maladie et dernières années
En 1988, Keith Haring apprend qu'il est infecté par le virus du VIH. Il s'engage dès lors fortement dans la lutte contre cette maladie, mettant son art et sa notoriété au service de cette cause et de sa visibilité. Il crée à cet effet la Keith Haring Foundation, en 1989, qui est chargée de venir en aide aux enfants et de soutenir les organisations qui luttent contre le VIH/SIDA.
Cette même année Jean-Michel Basquiat, l'autre peintre emblématique de la figuration libre meurt d'une overdose à New York. Haring, très affecté par ce décès, lui consacrera en hommage un tableau intitulé A Pile of Crowns, for Jean-Michel Basquiat.
Madonna montera sur scène avec lui et chantera avec Sandra Bernhard, toutes deux vêtues de pantacourts en jean estampillés style-Keith Haring lors du Don't Bungle the Jungle, concert new-yorkais au pour recolter des fonds et sensibiliser à la preservation des forêts tropicales.
La « reine de la pop » n'aura de cesse de lui rendre hommage dès la fin brutale de leur amitié,,,.
Lors de sa tournée mondiale The Celebration Tour, en 2023 et 2024, Madonna rend hommage à Keith Haring parmi ses autres amis ou collaborateurs morts du SIDA. Moment poignant du concert lorsqu'une photo géante de lui apparaît derrière la chanteuse reprenant son tube Live to tell,.
En effet février 1990, à l'âge de 31 ans, il était mort de complications dues à sa maladie.

### Postérité
Conformément à ses vœux, la donation posthume de l'un des 9 exemplaires de sa dernière œuvre, La Vie du Christ, un triptyque doré à l'or blanc, véritable testament artistique et spirituel de l'artiste, la cristallisation et le dépassement de toute la visée générale de son œuvre, de son message, et, reflétant ses dernières préoccupations spirituelles, « [pouvant] laisser penser que Keith Haring, à l’aube de sa mort, se serait réconcilié avec la religion de ses parents », sera effectuée par sa fondation en juin 1994 au profit de la cathédrale Saint-Jean le Divin de New York, lieu de son service funéraire et un second par la Spirit Foundation de Yoko Ono pour l'église Saint-Eustache à Paris (1er), dans le quartier des Halles. Jean-Jacques Aillagon le fera déposer à l'église Saint-Eustache, alors paroisse d'accueil des malades du sida à Paris,, ville particulièrement appréciée de l'artiste et où Yoko Ono répandra une partie de ses cendres. Un troisième retable est installé en décembre 1995 à la Grace Cathedral de San Francisco avec la participation de Yoko Ono, dans la chapelle interconfessionnelle du sida créée pour l'occasion,.
La tour Keith Haring, une fresque monumentale qu'il avait réalisée en 1987 à l'hôpital Necker-Enfants malades à Paris, a fait l'objet en 2017 d'une restauration. Également à Paris, une place Keith-Haring lui rend hommage depuis 2018.

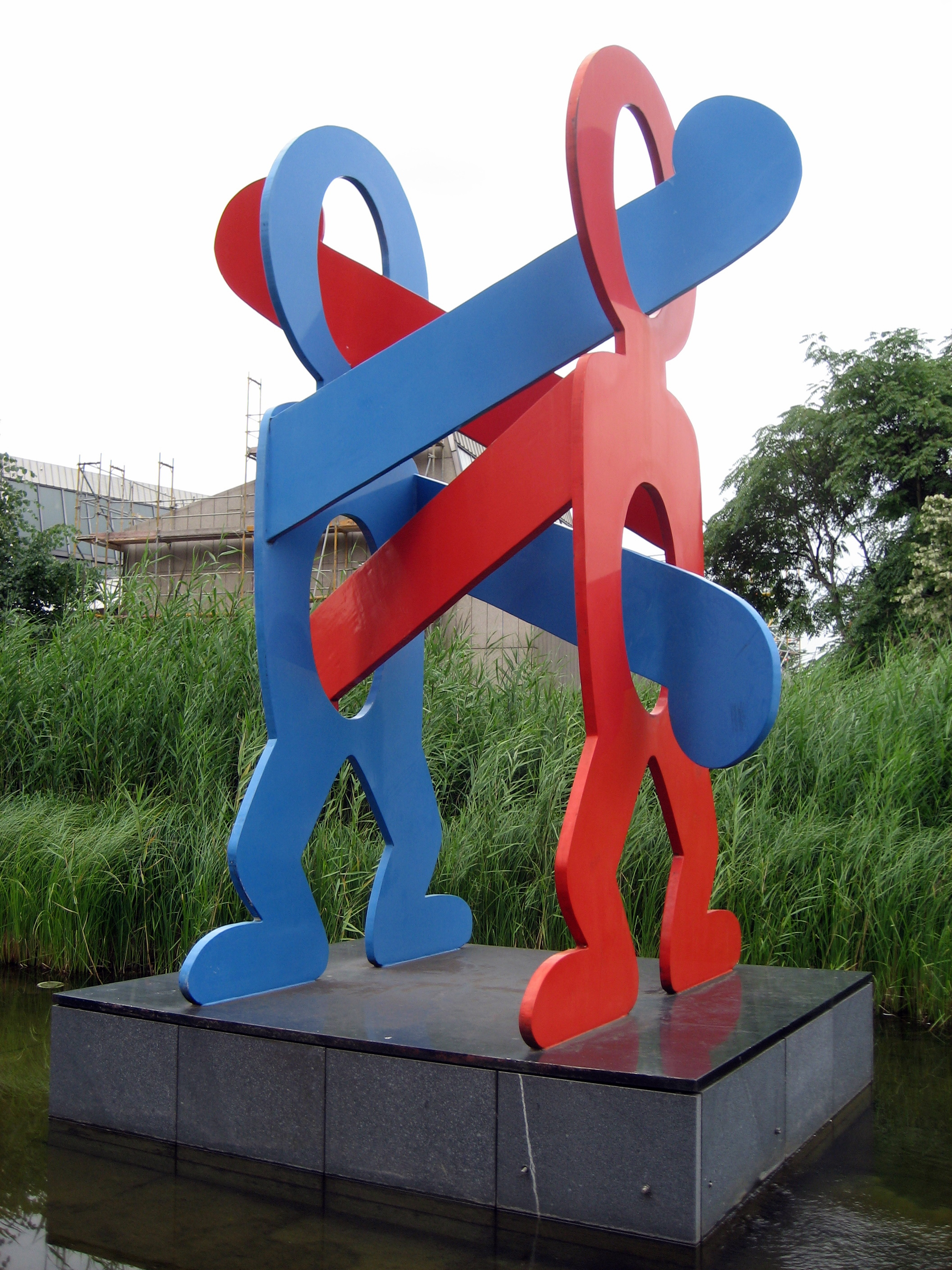
Boxeurs, 1987. Acier laqué, 493 x 331 x 280 cm, Berlin.
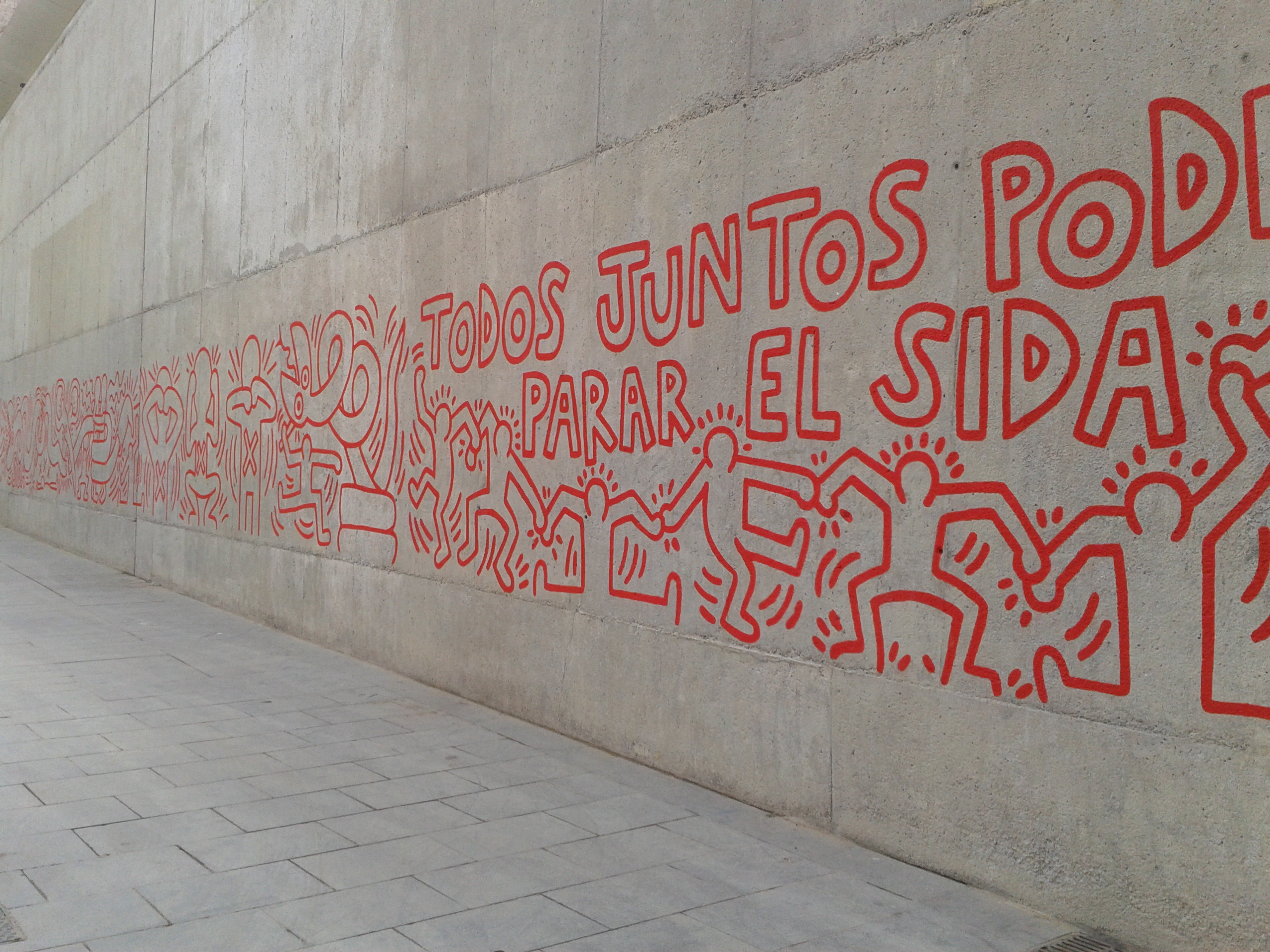
Reproduction de la fresque murale Together We Can Stop AIDS de Keith Haring (1989) à Barcelone.

## Expositions
- 2008 :
  - « Peintures, sculptures, dessins », galerie Laurent Strouk[29], Paris
  - Rétrospective, musée d'art contemporain de Lyon
- 2009 :
  - « Keith Haring All over », Beaux-Arts de Mons (Belgique)
- 2010 :
  - « Keith Haring Show[30] », Soma Museum of Art, Séoul (République de Corée), à l'occasion du 20e anniversaire de la mort de l'artiste
- 2010 :
  - Keith Haring in Paris, retrace les passages de l'artiste à Paris de 1983 aux années suivantes, portraits, soirées et séance de body painting sous l'objectif du photographe et ami Jean Claude Lagrèze.
- 2011 :
  - « Les Hiéroglyphes, de Keith Haring », musée en Herbe [31], Paris
- 2012 : 
  - POP ART 1970's to 1990's, Paris[32]
- 2013 :
  - « Keith Haring The political line », musée d'art moderne de la ville de Paris[33]
- 2014
  - Keith Haring, Galerie Laurent Strouk, Paris, Oct - Nov
- 2017 - 2018
  - Maquis-art Hall Of Fame, musée de L'Aérosol, Paris
  - « Keith Haring. About Art », Palais Royal, Milan.
- 2018
  - « Party of Life », pinacothèque nationale de Bologne
- 2018-2019
  - « Warhol and Friends », palais Albergati, Bologne
- 2019
  - « Keith Haring », Tate Liverpool
- 2019-2020 
  - « Keith Haring », BOZAR, Bruxelles

## Cote de l'artiste
Le marché de l'art a très vite récupéré le phénomène Haring. Pourtant l'artiste a toujours cherché à démocratiser l'œuvre d'art et à miner son statut élitiste.
Pyramid (1989), composée de quatre triangles contenant des personnages stylisés, a été vendue 92 000 euros à Cologne.

## Sources